# Крешич, Дарио
Да́рио Кре́шич (хорв. Dario Krešić; 11 января 1984, Вуковар, СФРЮ) — хорватский футболист, вратарь. Выступал в сборной Хорватии.

## Карьера

### Клубная
Начал заниматься футболом в 1995 году, в команде «Младость», базирующейся в пригороде Загреба. Через несколько месяцев перешёл в школу футбольного клуба «Хрватски Драговоляц». В 2001 году контракт с футболистом заключил немецкий клуб «Штутгарт II». В 2002 году голкипера подписал клуб «Айнтрахт» из города Трир, выступавший в то время во второй Бундеслиге. Летом 2006 года отправился в Грецию, в команду «Паниониос». В своём втором сезоне в клубе стал основным голкипером команды, каковым являлся до мая 2009 года, когда стал свободным агентом. В июне игрок заключил контракт с другим греческим клубом — ПАОКом. Дебютировал за клуб 25 октября, в матче с «Панатинаикосом» (1:2), выйдя на замену на 76 минуте игры, когда другим вратарём команды Константиносом Халкиасом уже было пропущено два мяча. 28 июля 2012 года покинул ПАОК на правах свободного агента.
31 июля был подписан московским «Локомотивом» сроком на два года. Дебютировал в составе «Локо» 11 августа, в матче чемпионата с «Аланией» (2:2). 6 января 2014 года подписал контракт с «Майнцем».
23 мая 2014 года Крешич перешёл в «Байер 04», подписав контракт на два года. В Бундеслиге он провёл всего один матч — 14 мая 2016 года отыграл всего 47 минут против «Ингольштадта 04» и был заменён на Давида Йеллделла.

### В сборной
Выступал за все юношеские сборные Хорватии от 15 до 19 лет, а также за молодёжную сборную Хорватии. Участник юношеского чемпионата Европы 2001 и юношеского чемпионата мира 2001 В сентябре 2012 года был вызван в первую сборную Хорватии на матчи отборочного цикла к ЧМ-2014 против Македонии и Уэльса.